# Unit Pump System (UPS/PLD)

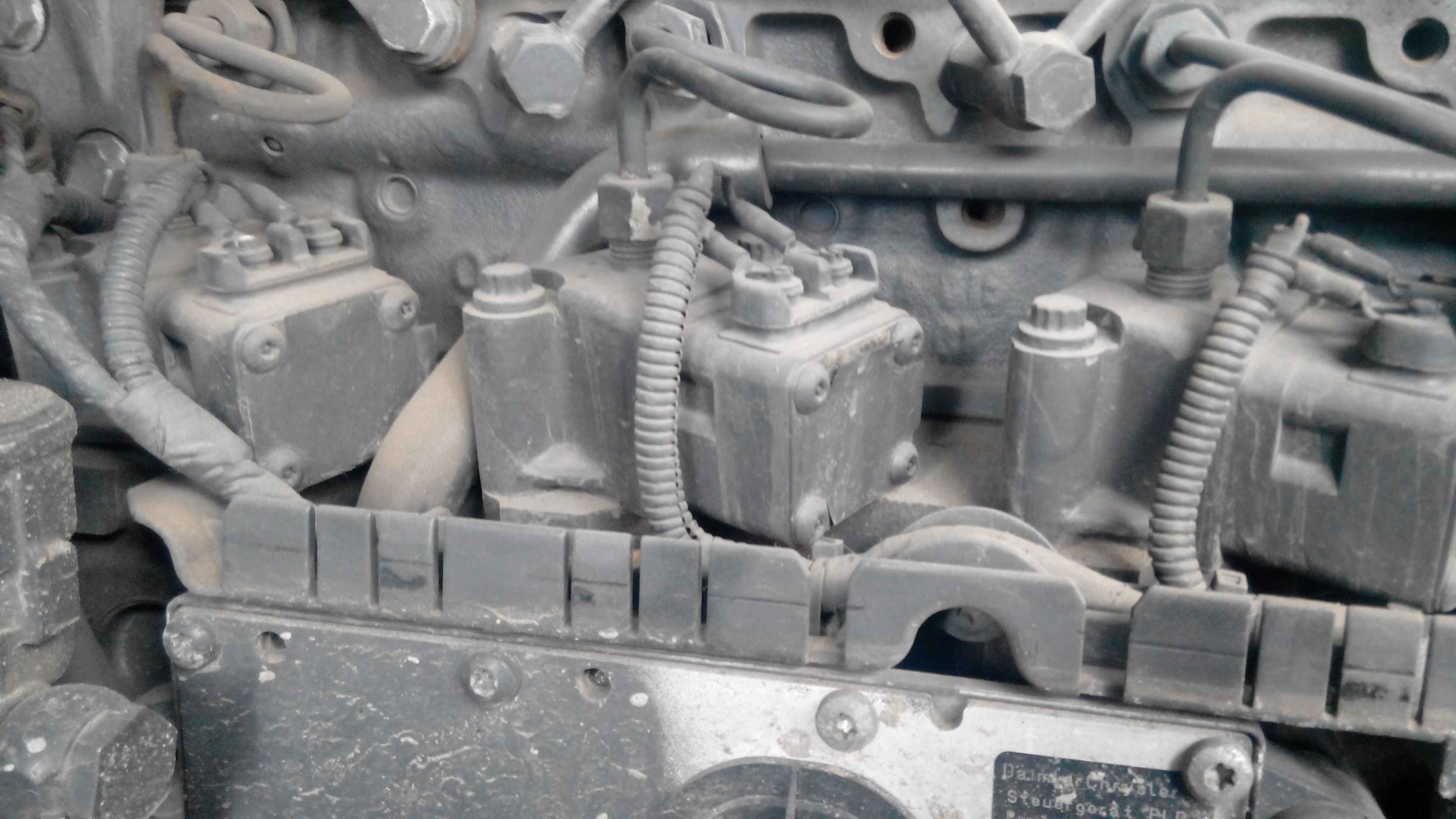
PLD-секції на двигуні
Mercedes OM906LA

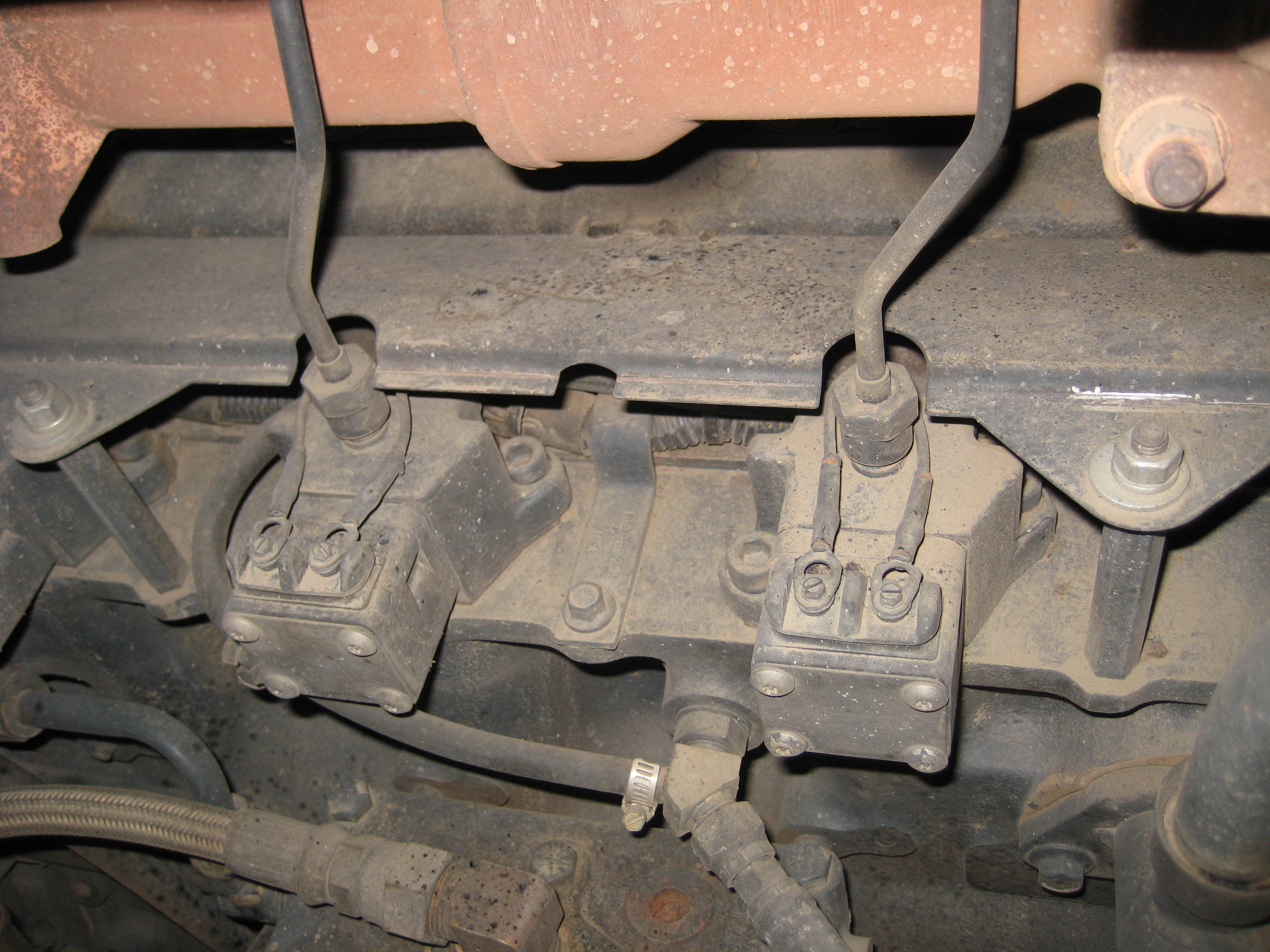
PLD-секції на двигуні Mack E7

Unit Pump System (скорочено англ. UPS або нім. PLD - Pumpe-Leitung-Düse) — система живлення дизельних двигунів з індивідуальними паливними насосами високого тиску або насосними секціями на кожний циліндр, короткими трубками високого тиску та форсунками, яку розроблено фірмою «Bosch» в 90-х роках для використання на комерційній техніці. Привід в дію насосної секції здійснюється основним розподільчим валом, розташованим в блоці (як на двигунах «Mercedes-Benz», «Mack» в «Renault Magnum», «Detroit Diesel» та інші) або окремим валом, розташованим в об'єднаному насосному корпусі UPEC (як в двигунах «DAF»). Система «Unit Pump System» в цілому схожа на насос-форсунку UIS (англ. Unit Injector System), яка є одним цілим вузлом, але в випадку системи UPS/PLD за конструктивних особливостей розташування розподільчого валу поза головкою блоку циліндрів, окремий паливний насос з'єднаний з форсункою короткою паливною трубкою. Конструктивно секція має вигляд окремого плунжера з роликовим кулачком. Початок, тривалість та обсяг впорскування палива регулюються блоком управління двигуном за допомогою швидкодійних електромагнітних клапанів високого тиску, вмонтованих в насосних секціях. Для подавання палива із бака в магістраль систему оснащено механічним насосом низького тиску. Проста конструкція дозволяє дуже швидко та легко здійснювати монтаж/демонтаж елементів такої паливною системи для їх ремонту або заміни.
З часом систему «Unit Pump System» (UPS/PLD) в значному ступені було витіснено системою Common Rail.